# Cyrhlenie

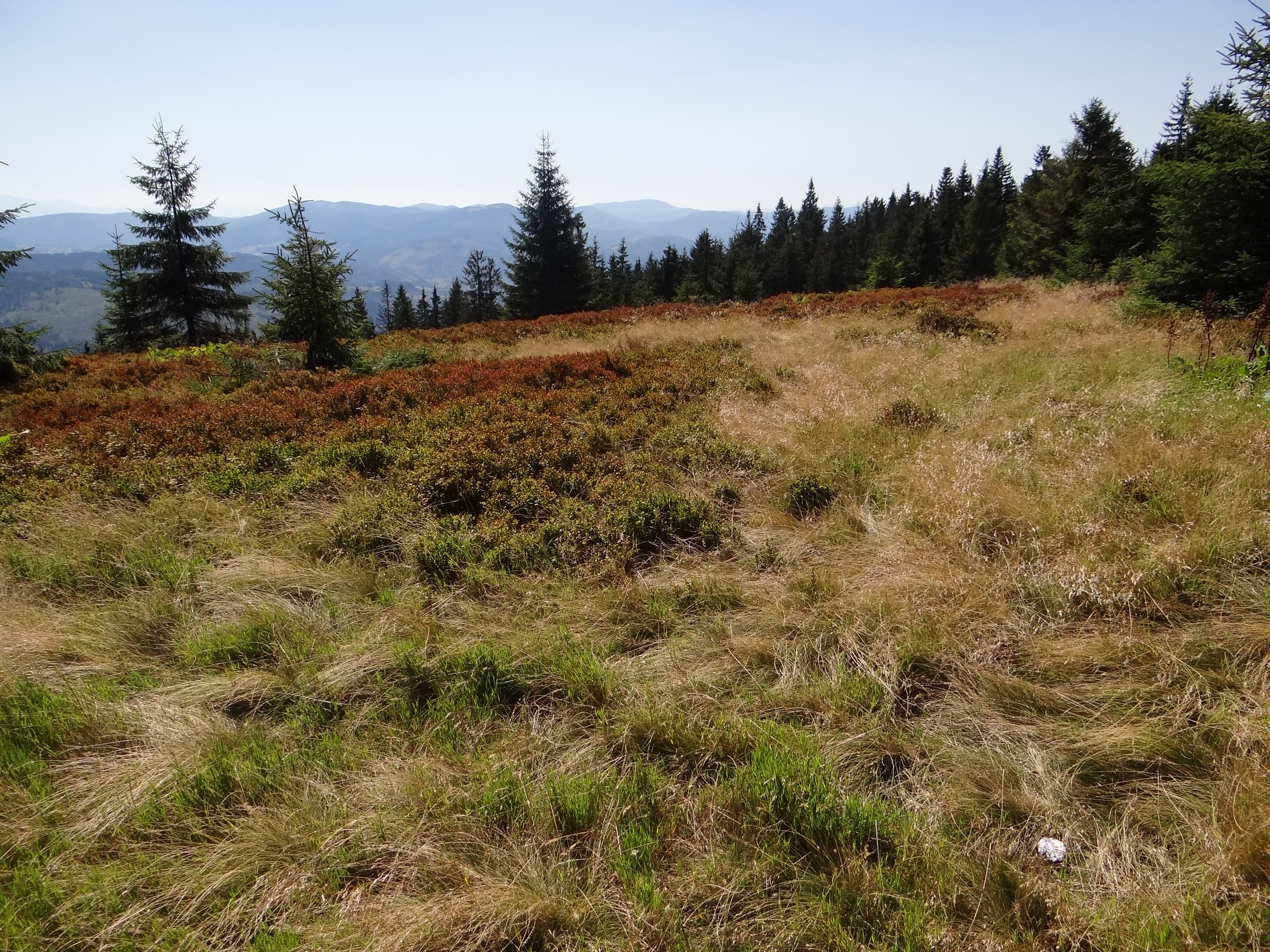
Polana Cerchla

Cyrhlenie (także czyrhlenie, czerhlenie, cerhlenie, cerchlenie) – rodzaj gospodarki żarowej polegający na otrzymywaniu polan przez wypalanie lasu. Wypalanie lasu było najprostszym, wymagającym najmniej wysiłku sposobem otrzymania polany, jednak bynajmniej nie tak łatwym, jak mogłoby się to wydawać. Należało to zrobić tak, aby otrzymać polanę tylko na zaplanowanym, nadającym się do tego celu obszarze, nie spalić zaś całego lasu.
Wołosi, którzy wraz ze swoimi stadami kóz i owiec przybyli na przełomie XIV i XV w. w Karpaty, przygotowywali polany na grzbietach gór do wypasu tych stad właśnie przez cyrhlenie. Na upatrzonym obszarze obrywali korę z drzew (mniej więcej do wysokości człowieka), zaś rosnący pomiędzy drzewami podszyt i wyższe rośliny zielne podcinali lub wyrywali. Drzewa obdarte z kory obumierały i usychały, podcięte krzewy, drobniejsze drzewa i rośliny zielne również usychały. W następnym roku resztę lasu w odpowiednim momencie podpalali. Najlepsze drzewa ścinali i wykorzystywali na budulec szałasów. W ten sposób powstawała polana otoczona ze wszystkich stron lasem. Wypasano na niej owce i bydło pomiędzy pniami obumarłych drzew, bez ich karczowania. Uschnięte drzewa stopniowo wyrąbywano na opał w bacówkach (w bacówce ognisko paliło się nieustannie przez cały okres wypasu). Ostateczny wygląd polana przybierała dopiero po kilkudziesięciu latach, gdy wygniły pniaki drzew i w wyniku wypasu ukształtował się charakterystyczny zespół roślinności pastwiskowej. Takie polany mogły już być koszone.
Od tego sposobu otrzymywania polan przez cyrhlenie pochodzi często spotykana w Karpatach nazwa cyrhla (błędnie także cyrchla, cyhrla i cyrla, choć ta ostatnia nazwa występuje pospolicie w nazewnictwie Beskidów). Na Śląsku Cieszyńskim apelatyw ten funkcjonuje w formie czerchla (nazwy licznych osiedli w Wiśle, Istebnej, Jaworzynce, Koniakowie i in.), zaś w innych częściach polskich Karpat również jako czerszla (np. potok Czerszla w Małych Pieninach lub góra Czerszla w Beskidzie Niskim). W Karpatach Wschodnich czynność tę nazywano czerteżeniem, zaś otrzymaną w jej wyniku polanę nazywano czerteżem Stąd też nazwy miejscowe Czerteż i pokrewne, jak Czertyżne, Czertezik i in.
Od Wołochów metodę cyrhlenia przejęła również miejscowa ludność. Właściciele lasów wyrażali na to zgodę, pobierając za użytkowanie polan podatek w postaci serów. Lasy miały wówczas znikomą wartość użytkową. Największy rozkwit cyrhlenia w polskich Karpatach nastąpił w XVII wieku. Później właściciele lasów zaczęli zabraniać tworzenia polan, lasy nabrały bowiem znaczenia. W miarę rozwoju przemysłu drewno potrzebne było w dużych ilościach dla hut szkła i żelaza, budownictwa i budowy linii kolejowych. Duże liczby wypasanego bydła i owiec czyniły też spustoszenia w nasadzeniach. W Gorcach ostatnią polanę (Podmostownicę) wytworzono w 1840.